# Zagorka Počeković
Zagorka Počeković, coniugata Čupahin (in serbo Загорка Почековић-Чупахин?; Belgrado, 27 gennaio 1965), è un'ex cestista jugoslava.

## Carriera
Con la Jugoslavia ha disputato i Giochi olimpici di Los Angeles 1984 e due edizioni dei Campionati europei (1985, 1987).